# 福田美蘭
福田 美蘭（ふくだ みらん、1963年2月6日 - ）は、日本の現代美術家。

## 来歴
東京都世田谷区出身。父はグラフィックデザイナーの福田繁雄、祖父は童画家の林義雄。聖心女子学院初等科・中等科・高等科卒業。1985年東京芸術大学美術学部絵画科油画専攻卒業。1987年東京芸術大学大学院美術研究科修士課程絵画専攻油画修了。1988年6月ギャルリーユマニテ東京にて初個展を開催。1988年10月から朝日新聞（夕刊）連載小説、赤川次郎『人形たちの椅子』の挿絵を担当（1989年5月まで）。1989年には「第32回安井賞展」において、当時史上最年少の26歳で同賞を受賞。過去の名画にデジタル加工するなど手を加えたり、食材など身の回りの素材を組み合わせたりした作品が多い。

## 受賞歴
- 1987年　第18回現代日本美術展佳作賞
- 1988年　第17回日本国際美術展富山県立近代美術館賞
- 1989年　第32回安井賞展安井賞 「水曜日」
- 1991年　第7回インドトリエンナーレ金賞
- 1992年　第21回現代日本美術展群馬県立近代美術館賞
- 1994年　第1回VOCA展VOCA賞[4]
- 1995年　エイボン女性年度賞エイボン芸術賞[5]
- 1996年　フィリップモリス・アートワード1996展優秀賞[6]
- 1997年　第4回VOCA展選考委員特別賞[7]
- 2001年　大阪トリエンナーレ2001堺市賞[8]
- 2014年　第64回芸術選奨文部科学大臣賞[9]
- 2024年　紺綬褒章[10]

## 主な個展
- 1999年　「福田美蘭展」国立国際美術館[11]
- 2013年　「福田美蘭展」東京都美術館[12]
- 2021年　「福田美蘭展」千葉市美術館[13]
- 2023年　「特別展　開館35周年記念 福田美蘭―美術って、なに？」名古屋市美術館[14]